# Suyurghitmisch Chughtai
Suyurghitmisch Chughtai (gestorven in 1384) was kan van het westelijke deel van het Kanaat van Chagatai van 1370 tot aan zijn dood in 1384. Hij was de zoon van Danishmendji van het huis van Ögedei Khan.
Toen Timoer Lenk controle verwierf over het westelijke deel van het Kanaat van Chagatai in 1370, schafte hij het ambt van Kan niet af. In plaats daarvan stelde hij zelf een kan aan om zo zijn heerschappij legitimiteit te geven. Timoer heerste officieel in Suyurghitmischs naam, hoewel dit slechts een ceremoniële functie was. Na de dood van Sutyurghitmisch werd zijn zoon Sultan Mahmud op de troon geplaatst.